# Weir Group
Le Weir Group plc (LSE : WEIR) est une société d'ingénierie dont le siège se situe à Glasgow en Écosse. 
Présent à la Bourse de Londres,le groupe opère dans plus de 70 pays employant environ 14 000 personnes[réf. souhaitée] dans les mines, le pétrole, le gaz et les marchés de l'énergie.

## Histoire
En avril 2018, Weir Group annonce l'acquisition d'Esco, une entreprise américaine spécialisée dans les équipements miniers et pour la construction, pour 1,05 milliard de dollars.
En octobre 2020, Weir Group annonce la vente de ses activités liées aux hydrocarbures, qui comprend 2 000 employés, à Caterpillar pour 405 millions de dollars.

## Principaux actionnaires
Au 4 avril 2020.
| Black Creek Investment Management     | 4,02% |
| Lazard Asset Management               | 3,63% |
| Fidelity Management & Research        | 3,26% |
| The Vanguard Group                    | 3,09% |
| Sprucegrove Investment Management     | 2,99% |
| USS Investment Management             | 2,99% |
| Legal & General Investment Management | 2,97% |
| Liontrust Investment Partners         | 2,74% |
| Threadneedle Asset Management         | 2,69% |
| Norges Bank Investment Management     | 2,31% |